# Sulky Burel
Pour les articles homonymes, voir Burel.

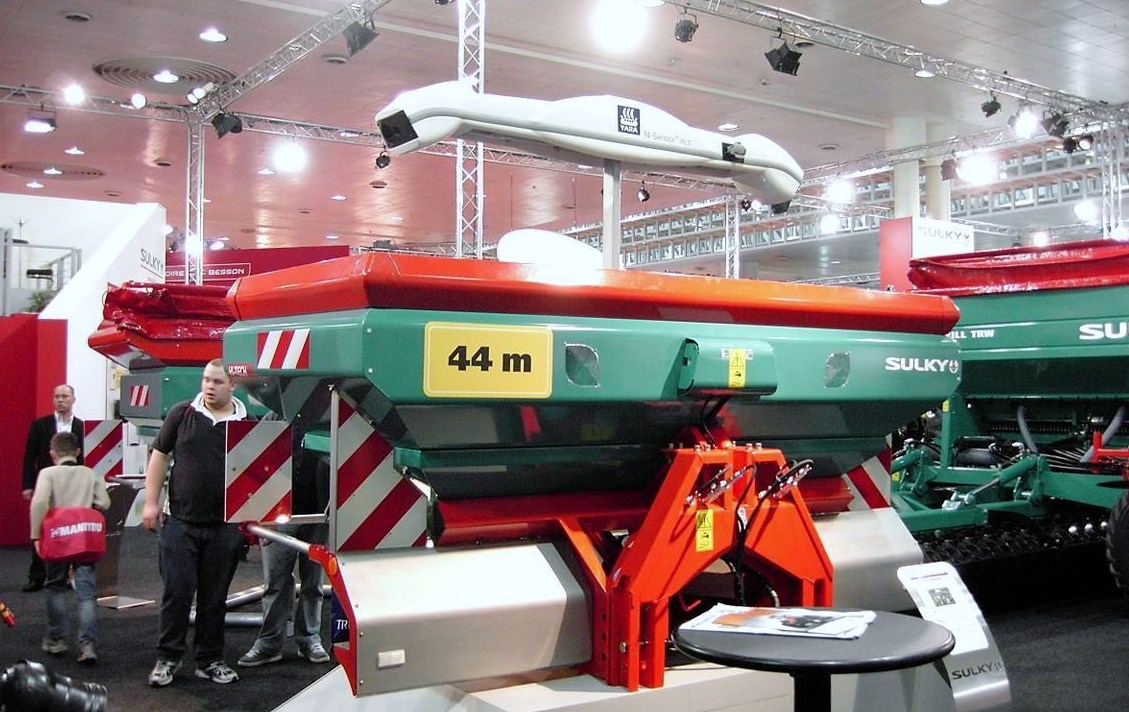
Distributeur de Sulky

Sulky-Burel  est une société française, dont le siège est situé à Châteaubourg (Bretagne), spécialisée dans la fabrication de matériel de fertilisation, de semis et de travail du sol.

## Historique
- 2017 Approche du marché brésilien[4].
- 2015 Modulation droite gauche indépendante sur les épandeurs SULKY ISOBUS (Citation SIMA awards 2015)
- 2014 Lancement de la nouvelle gamme d'épandeurs DX20 et DX30
- 2013 Système RTS (Ready To Spread) d'automatisation du réglage des épandeurs d'engrais de la gamme X40 et X50 (Citation SIMA Awards 2013)
- 2012 Lancement du système ECONOV et de la nouvelle gamme d'épandeurs X40 - X50
- 2011 Construction d'une nouvelle usine[5] de 20 000 m2, à Châteaubourg (Bretagne), bâtie sur les principes de l'éco-construction.
- 2010 Lancement de la nouvelle gamme de semoirs XEOS[6].
- 2009 Lancement de la gamme de distributeurs d'engrais trainés de grande capacité Polyvrac XT.
- 2008 Lancement de la nouvelle gamme de distributeurs d'engrais haute précision X12-44.
- 2007 Partenariat stratégique avec le constructeur canadien Straw Track Manufacturing pour la distribution de semoirs très grande largeur sur les pays de l'SCEI (Russie, Ukraine et Kazakhstan)
- 2007 Système ECOVISION d'optimisation intraparcellaire des apports d’engrais granulés par gestion spatiale (Médaille d’or SIMA 2007).
- 2005 Console électro-hydraulique AXION pour la modulation des apports d’amendement basiques sur distributeur traîné DPA POLYVRAC (Médaille d’argent SIMA 2005).
- 2003 Sécurisation du semis sur les nouveaux semoirs REGULINE SPI (Médaille d'Or SIMA 2003).
- 2003 TRIBORD system : dispositif d'épandage en bordure sur distributeurs d'engrais DPX à commande depuis la cabine du tracteur (Citation SIMA 2003).
- 1994 Certification ISO 9001
- 1992 Amélioration du placement des graines sur la ligne de semis grâce au semoir pneumatique SULKY SPI et son dispositif Regul-line (Signalement SIMA 92).
- 1987 Lancement des distributeurs SULKY DPX avec l'inauguration du banc d'essai officiel du CEMAGREF.
- 1985 Débit proportionnel à l'avancement sur distributeur centrifuge SULKY DPAX (Médaille d'argent SIMA 85).
- 1980 Lancement de la gamme grande culture GC.
- 1965 Création du Bureau d'étude et fabrication de distributeurs d'engrais rotatifs.
- 1945 Création de l'usine de Châteaubourg.
- 1936 Création du premier semoir SULKY par Fabien BUREL, forgeron en Bretagne.

## Usines

### En France
- Châteaubourg : semis, fertilisation.
- Carvin : semis.
- Fontenay-sur-Eure : fertilisation.